# Château de Gibelet
Pour les articles homonymes, voir Byblos (homonymie).
Le château de Gibelet (ou Giblet) dit aussi château de Byblos est un château médiéval situé à Byblos, au Liban. Bâti par les Croisés  au XIIe siècle sur des fondations phéniciennes et romaines.

## Histoire

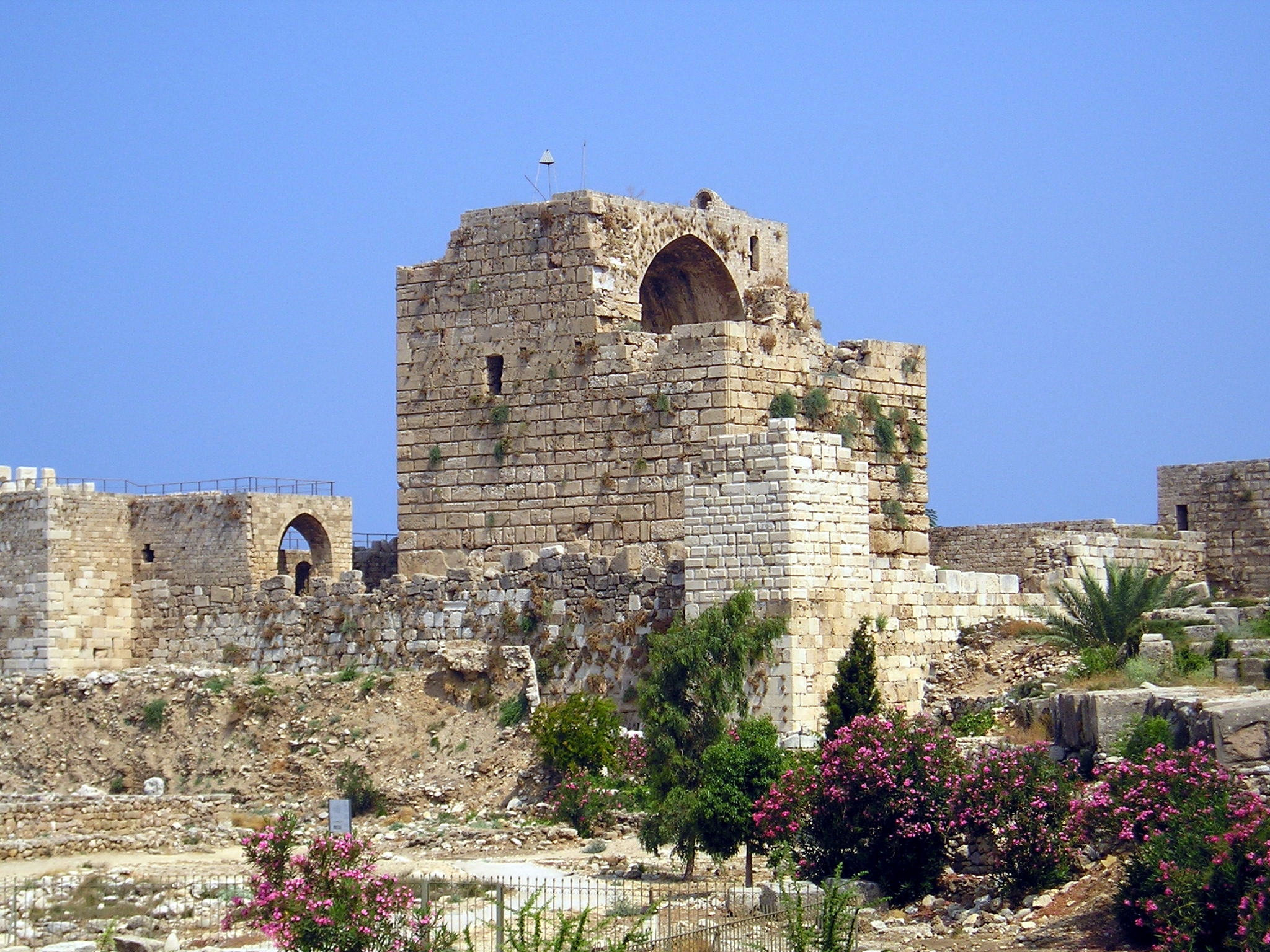

La forteresse est entourée de douves.
Saladin captura la ville et le château en 1188 et démantela ses murs en 1190.
Plus tard, les Croisés reprirent la ville et reconstruisirent le château en 1197.

## Le musée du château

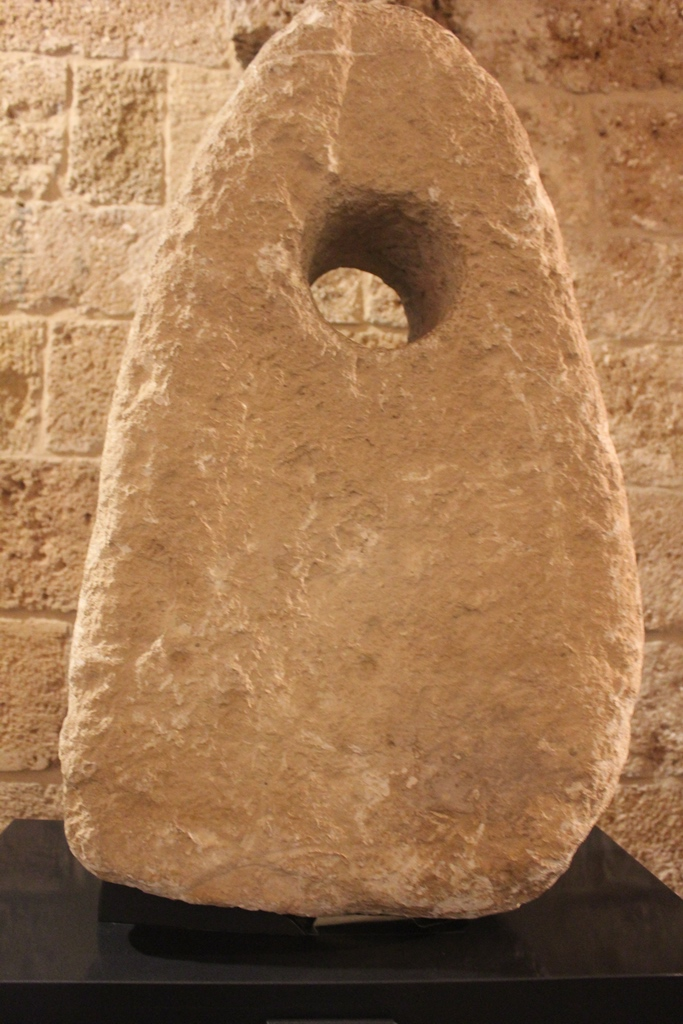
Ancre calcaire (1800 AEC)

Un petit musée occupe le cœur du château évoquant les fouilles du site antique et l’histoire de Byblos.

## Galerie

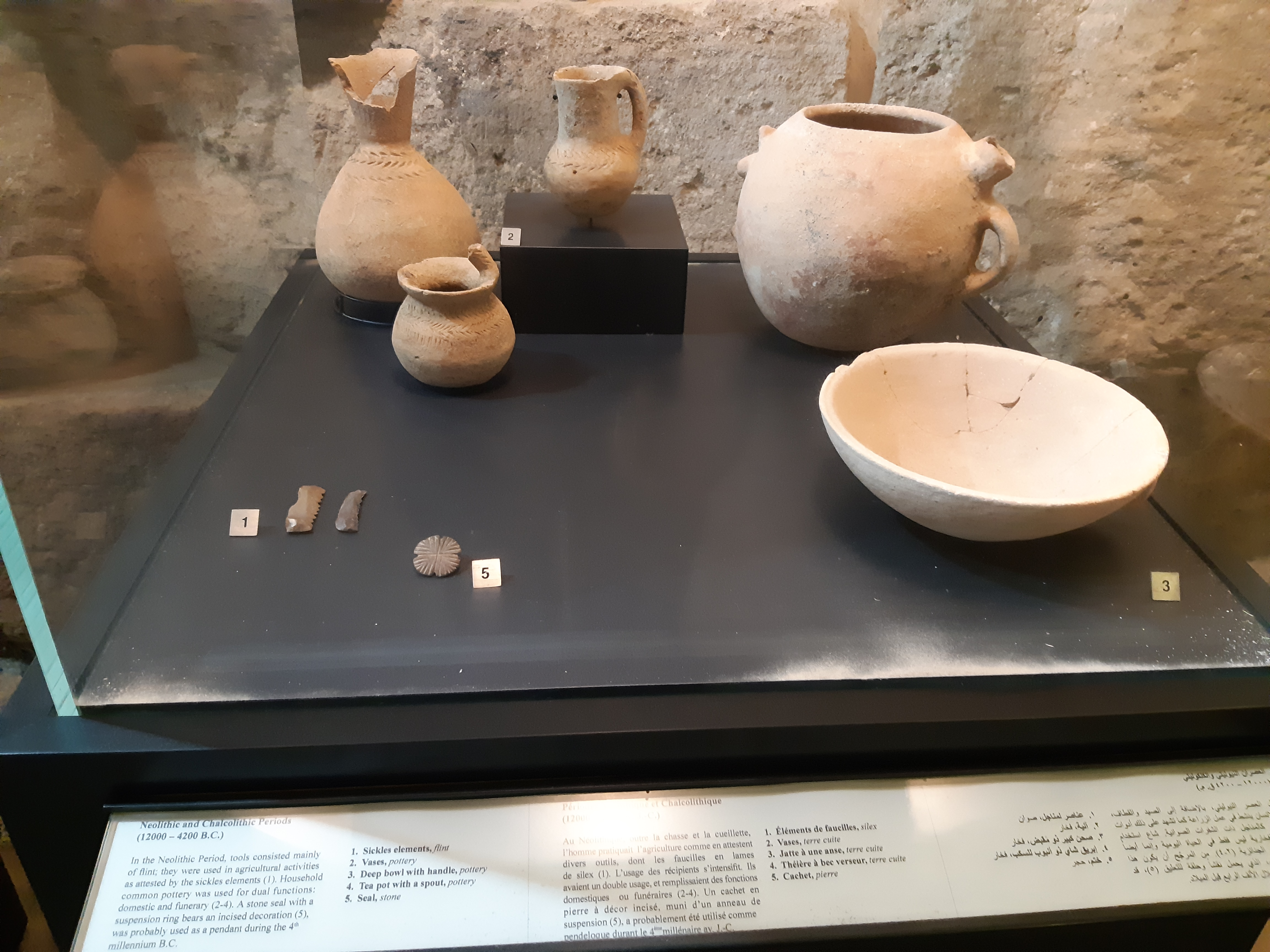
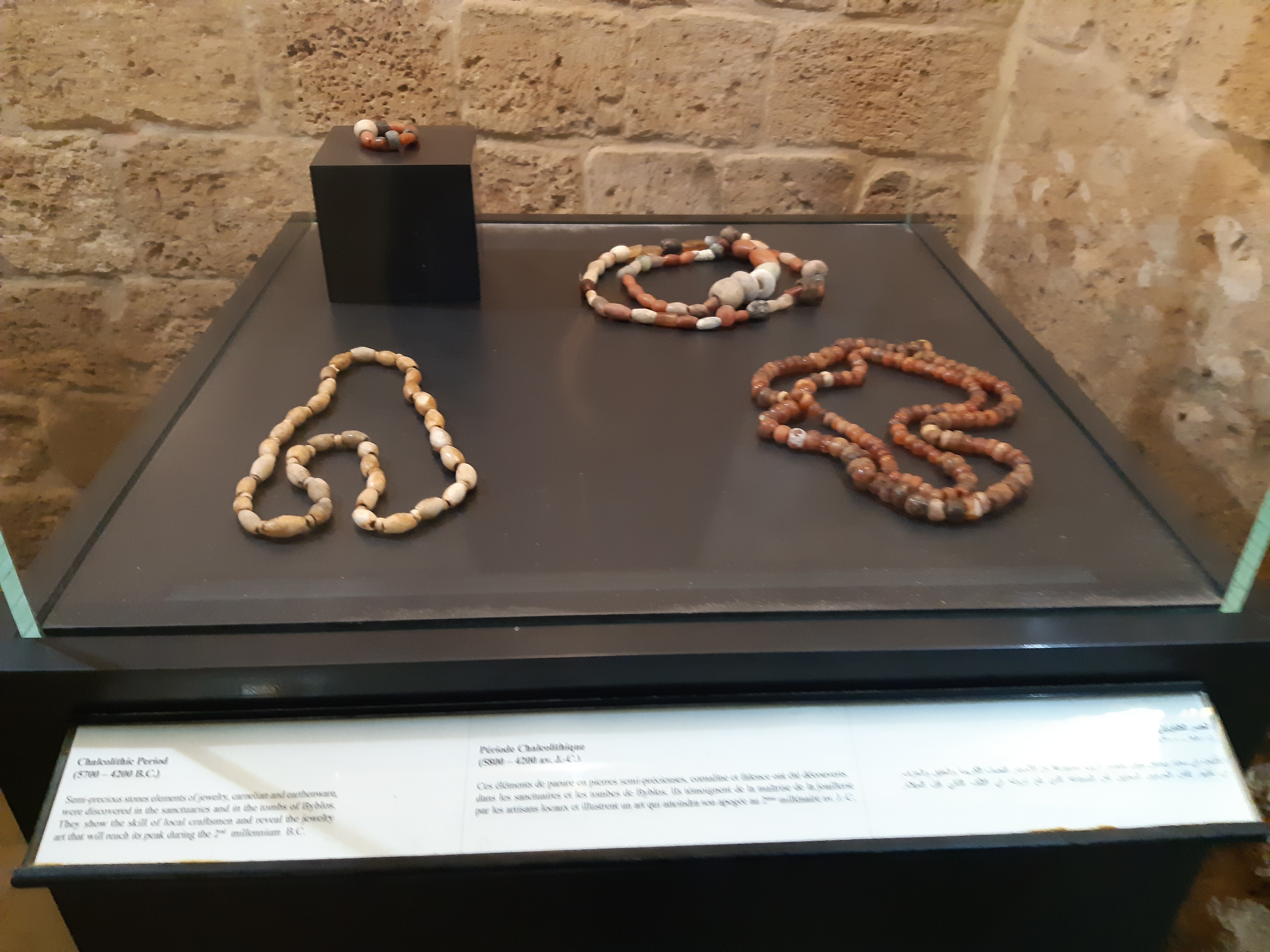
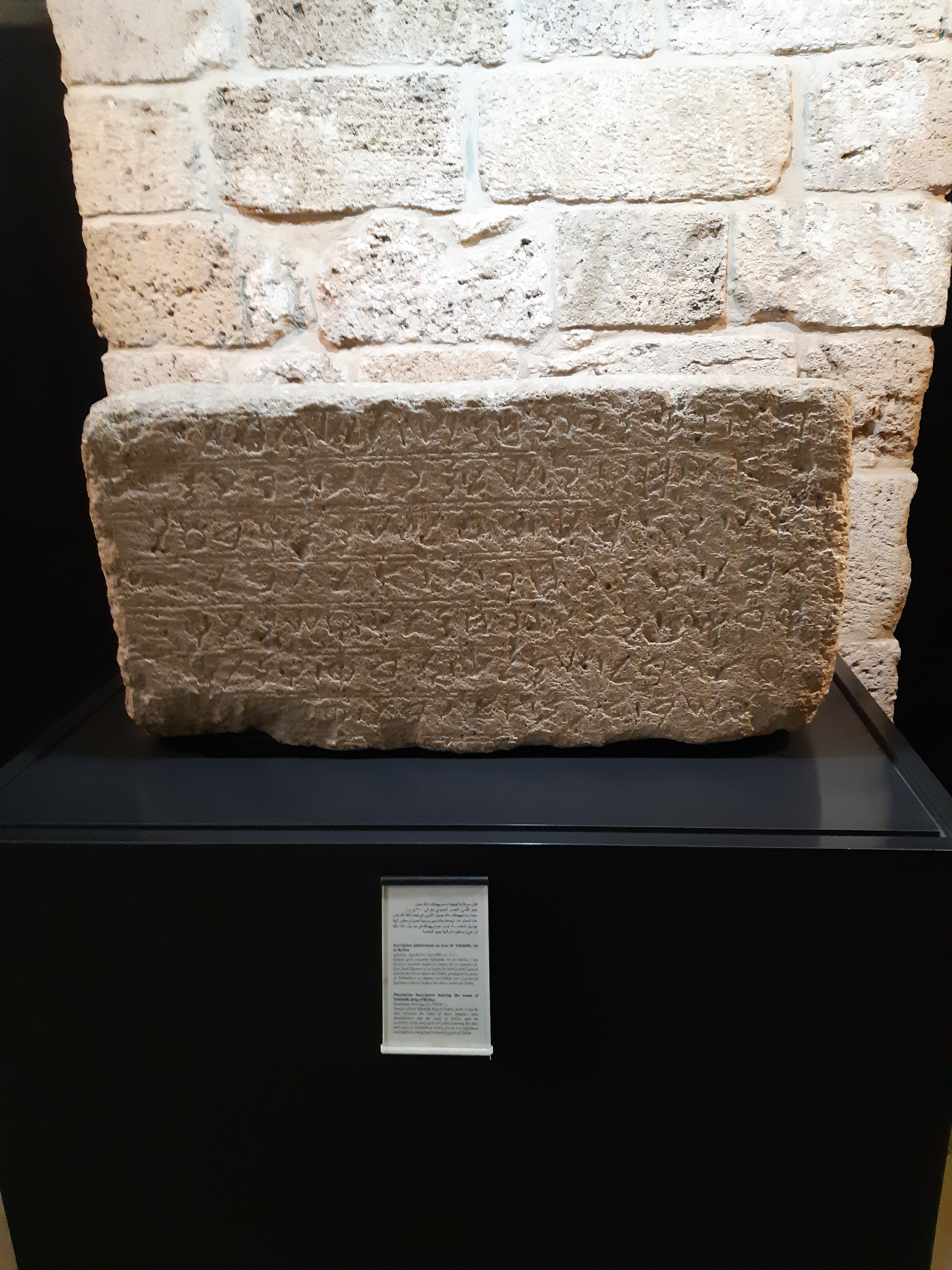
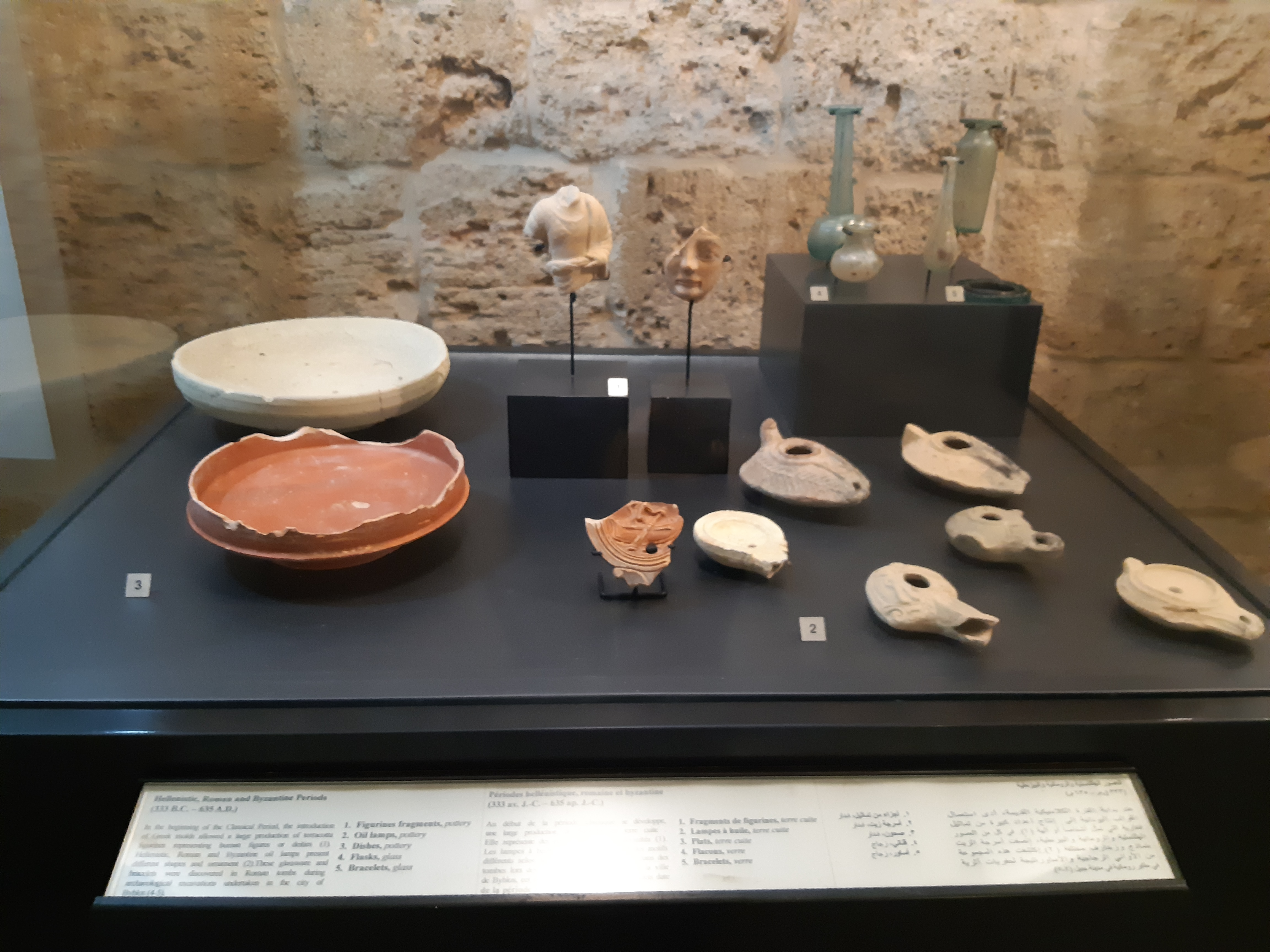
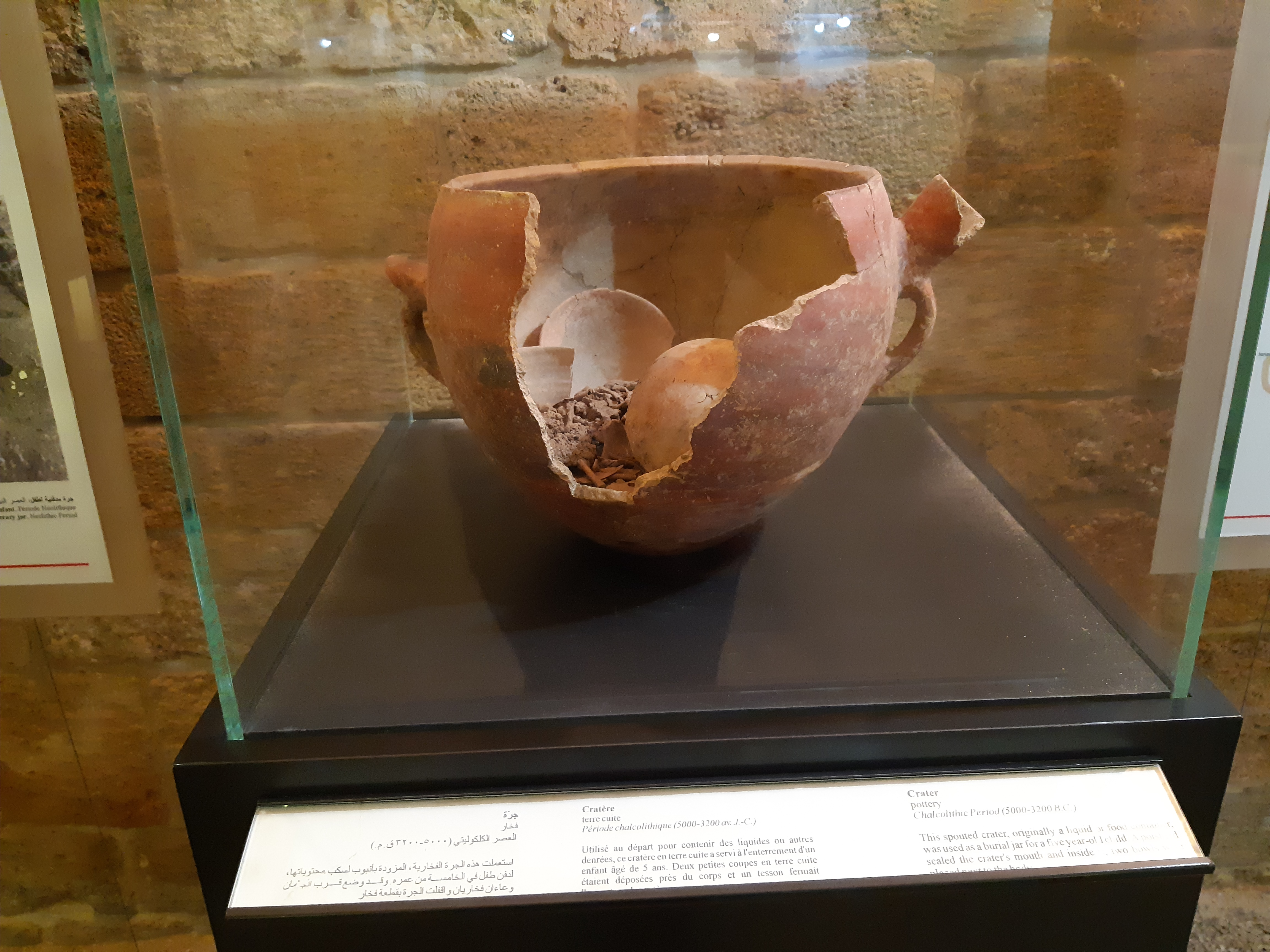
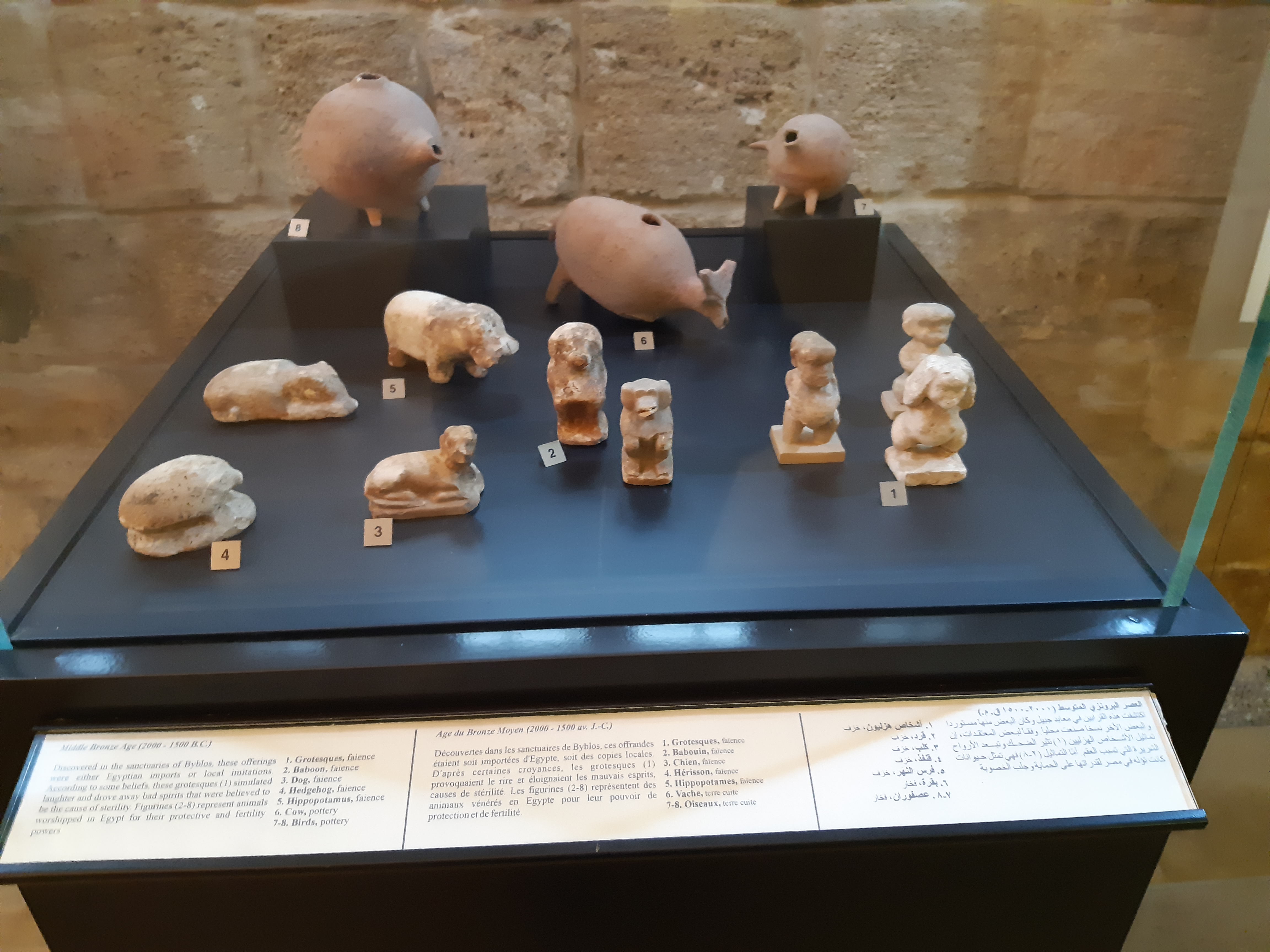